# 1. jugoslawische Fußballliga 1928
Die 1. jugoslawische Fußballliga 1928 war die sechste Spielzeit der höchsten jugoslawischen Spielklasse im Fußball der Männer. Sie begann am 8. Juli 1928 und endete am 16. September 1928.
Meister wurde HŠK Građanski Zagreb.

## Modus
Neun Teams bewarben sich für die sechs Endrundenplätze. Die beiden Regionalverbände Belgrad und Zagreb waren jeweils mit zwei Mannschaften vertreten. Die drei Sieger der Regionalverbände Belgrad, Zagreb und Split qualifizierten sich direkt für die Endrunde. Die übrigen vier Sieger und die Zweitplatzierten aus Belgrad und Zagreb spielten um weitere drei Plätze für die Endrunde.
Die sechs Mannschaften spielten an fünf Spieltagen jeweils einmal gegeneinander.

## Teilnehmer und Spielorte
| Verein               | Stadt     | Fußballverband            |
| -------------------- | --------- | ------------------------- |
| Belgrader SK         | Belgrad   | Regionalverband Belgrad   |
| SK Jugoslavija       | Belgrad   | Regionalverband Belgrad   |
| ASK Primorje         | Ljubljana | Regionalverband Ljubljana |
| Građanski Osijek     | Osijek    | Regionalverband Osijek    |
| SAŠK Sarajevo        | Sarajevo  | Regionalverband Sarajevo  |
| Hajduk Split         | Split     | Regionalverband Split     |
| SAND Subotica        | Subotica  | Regionalverband Subotica  |
| HŠK Građanski Zagreb | Zagreb    | Regionalverband Zagreb    |
| HAŠK Zagreb          | Zagreb    | Regionalverband Zagreb    |

## Qualifikation
| Datum                 |              | Gesamt  |                  | Hinspiel | Rückspiel |
| --------------------- | ------------ | ------- | ---------------- | -------- | --------- |
| 10. und 17. Juni 1928 | Belgrader SK | 12:20   | Građanski Osijek | 6:1      | 6:1       |
| 10. und 17. Juni 1928 | HAŠK Zagreb  | 10:30   | SAND Subotica    | 6:1      | 4:2       |
| 10. und 17. Juni 1928 | ASK Primorje | 1 6:6 1 | SAŠK Sarajevo    | 4:3      | 2:3       |

## Endrunde
| Pl. | Verein               | Sp. | S | U | N | Tore    | Quote | Punkte |
| --- | -------------------- | --- | - | - | - | ------- | ----- | ------ |
| 1.  | HŠK Građanski Zagreb | 5   | 4 | 1 | 0 | 012:300 | 4,00  | 09:10  |
| 2.  | Hajduk Split (M)     | 5   | 2 | 2 | 1 | 013:700 | 1,86  | 06:40  |
| 3.  | Belgrader SK         | 5   | 3 | 0 | 2 | 012:150 | 0,80  | 06:40  |
| 4.  | SAŠK Sarajevo        | 5   | 2 | 1 | 2 | 010:700 | 1,43  | 05:50  |
| 5.  | HAŠK Zagreb          | 5   | 1 | 0 | 4 | 010:160 | 0,63  | 02:80  |
| 6.  | SK Jugoslavija       | 5   | 0 | 2 | 3 | 005:140 | 0,36  | 02:80  |

| (M) | amtierender jugoslawischer Meister |

| 1928                 | GRA | HAJ | BSK | SAŠ | HAŠ | SKJ    |
| -------------------- | --- | --- | --- | --- | --- | ------ |
| HŠK Građanski Zagreb |     | 2:0 | –   | –   | 6:1 | 1:1    |
| Hajduk Split         | –   |     | 7:0 | 2:2 | 2:1 | 2:2    |
| Belgrader SK         | 1:2 | –   |     | –   | 4:3 | 4:1    |
| SAŠK Sarajevo        | 0:1 | –   | 2:3 |     | –   | 00:3 1 |
| HAŠK Zagreb          | –   | –   | –   | 1:3 |     | –      |
| SK Jugoslavija       | –   | –   | –   | –   | 1:4 |        |